# Necesitaría
"Necesitaría" é uma canção interpretada pela atriz e cantora mexicana Lucero. Foi lançado como o primeiro single do álbum Más Enamorada con Banda em 16 de Fevereiro de 2018, assim como é a primeira inédita do gênero banda sinaloense que a artista interpreta.

## Informações
"Necesitaría" é uma canção do gênero banda que dura três minutos e 17 segundos e foi escrita por Ernesto Martínez e María I. Herbert Z.. Fala sobre o sofrimento e arrependimento da protagonista ao amar alguém. É a primeira canção inédita deste gênero que Lucero interpreta. Mesmo "Hasta que Amanezca", single do álbum Enamorada con Banda, ter sido o primeiro que Lucero gravou e lançou, a canção não era inédita e já tinha sido gravada por Joan Sebastian em 1978.

## Lançamentos
"Necesitaría" foi anunciado como o primeiro single de Más Enamorada con Banda no dia 14 de Fevereiro de 2018 pelo site oficial da artista. Quatro dias depois, a canção foi lançada em download digital e nas rádios mexicanas. No mesmo dia, foi lançado através do canal VEVO oficial da artista, o vídeo da canção com letra.

## Interpretações ao vivo
Lucero interpretou a canção pela primeira vez durante a coletiva de imprensa da divulgação de Más Enamorada con Banda, no Centro Cultural Roberto Cantoral na Cidade do México, em 8 de Fevereiro de 2018. No dia 18 de Fevereiro, a artista interpretou a canção durante a 36ª edição do Prêmio TVyNovelas. No dia 13 de Março, Lucero interpretou a canção no programa Hoy. No dia 25 de Março, a artista interpretou a canção no Teleton México.

## Videoclipe
O videoclipe de "Necesitaría" foi lançado no dia 8 de Março de 2018, através do canal VEVO oficial da artista. Foi gravado durante sua coletiva de imprensa da divulgação de Más Enamorada con Banda, no Centro Cultural Roberto Cantoral. No dia 12 de Abril de 2018, foi lançado uma outra versão do videoclipe pelo canal VEVO de Lucero. Ao contrário do primeiro que foi gravado ao vivo, este foi filmado em estúdio.

## Formato e duração
- Download digital / streaming

1. "Necesitaría" – 3:17

## Charts
| Chart (2018)                                   | Posição |
| ---------------------------------------------- | ------- |
| América Latina (Monitor Latino Top 20 Popular) | 11      |
| México (Monitor Latino Top 20 General)         | 5       |
| México (Monitor Latino Top 20 Popular)         | 3       |

## Histórico de lançamentos
| País   | Data                    | Formatos                   | Gravadora                               |
| ------ | ----------------------- | -------------------------- | --------------------------------------- |
| México | 16 de Fevereiro de 2018 | Download digital streaming | Fonovisa Records Universal Music Latino |